# Бутковка (Волгоградская область)
Бутковка — село в Камышинском районе Волгоградской области, в составе Воднобуерачного сельского поселения. Расположено в 56 км к северо-востоку от Камышина.
Основано как немецкая колония Шваб в 1767 году.
Население — 44 чел. (2010)

## Название
Немецкое название — Шваб (нем. Schwab). По указу от 26 февраля 1768 года «О наименованиях немецких колоний» присвоено официальное название Буйдаков Буерак.

## История
Основано 8 июля 1767 года. Основатели - 44 семьи, выходцы из Дармштадта, Изенбурга, Гамбурга и Оттевальдена. До 1917 года входила в состав Усть-Кулалинского колонистского округа, после 1871 года Усть-Кулалинской волости, Камышинского уезда, Саратовской губернии.
Село относилось к лютеранскому приходу Галка, позже - Штефан. Деревянная церковь была построена в 1868 г. Часть жителей были баптисты.
C 1780 году действовала церковно-приходская школа, с 1887 года - земская школа.
В 1857 году земельный фонд составлял 2422 десятины, в 1910 году — 5809 десятин.
В 1886-87 годах 5 семей выехало в Америку.
После установления советской власти немецкое село сначала Нижне-Иловлинского района Голо-Карамышского уезда Трудовой коммуны (Области) немцев Поволжья, с 1922 года — Каменского, а с 1935 года — Добринского кантона Республики немцев Поволжья; административный центр Швабского сельского совета.
В голод 1921 года родилось 50 человек, умерло – 143. В 1926 году действуют начальная школа, изба-читальня, кооперативная лавка, сельскохозяйственное кредитное товарищество.
28 августа 1941 года был издан Указ Президиума ВС СССР о переселении немцев, проживающих в районах Поволжья, немецкое население депортировано, село, как и другие населённые пункты Добринского кантона включено в состав Сталинградской области.

## Физико-географическая характеристика
Село находится на северо-востоке Камышинского района, на западном берегу Волгоградского водохранилища, в пределах Приволжской возвышенности, являющейся частью Восточно-Европейской равнины. Прилегающая местность расчленена глубокими балками и оврагами, ведущими к Волге. Высота центра населённого пункта - 19 метров над уровнем моря. В окрестностях населённого пункта распространены каштановые почвы. Почвообразующие породы - глины и суглинки.
По автомобильным дорогам расстояние до административного центра сельского поселения села Воднобуерачное - около 24 км. К селу подъезд с твёрдыми покрытием отсутствует.
Часовой пояс
Бутковка, как и вся Волгоградская область, находится в часовой зоне МСК (московское время). Смещение применяемого времени относительно UTC составляет +3:00.

## Население
| 2002 |
| ---- |
| 47   |

| 1767  | 1773  | 1788  | 1798  | 1816  | 1834  | 1850  |
| ----- | ----- | ----- | ----- | ----- | ----- | ----- |
| 132   | ↗187  | ↗260  | ↗310  | ↗506  | ↗832  | ↗1277 |
| 1859  | 1883  | 1897  | 1904  | 1911  | 1920  | 1922  |
| ↗1342 | ↘1217 | ↘1119 | ↗1919 | ↗2357 | ↘1204 | ↘872  |
| 1926  | 1931  | 2010  |       |       |       |       |
| ↗1105 | ↗1176 | ↘44   |       |       |       |       |